# 俳聖殿

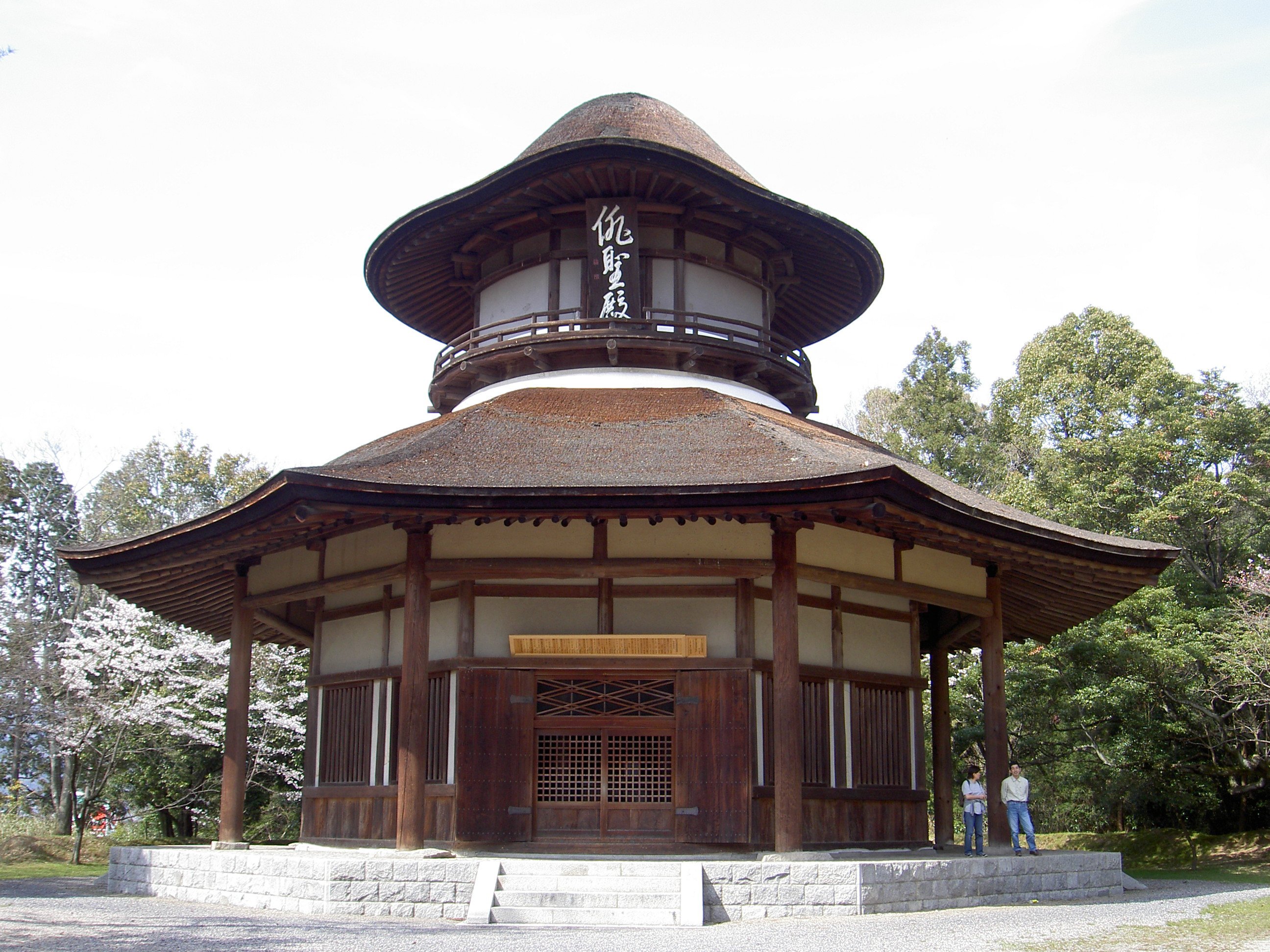
俳聖殿

俳聖殿（はいせいでん）は、三重県伊賀市にある松尾芭蕉生誕300年を記念する木造建築物である。上野公園（伊賀上野城）内にある。
1942年（昭和17年）に建築家伊東忠太の設計で建設された。外観は、川崎克の着想を元に伊東忠太が仕上げたものであり、松尾芭蕉の旅姿を模したものとされ、上層の屋根が笠、下部が顔、下層のひさしは蓑と衣姿、堂は脚部、回廊の柱は杖と脚を表している。下層八角形平面、上層円形平面の木造建築であり、屋根は桧皮葺である。内部には芭蕉祭当日に表彰される顕詠俳句特選句が飾られている。
芭蕉の命日である10月12日には、伊賀市により芭蕉祭が行われ、安置されている大伊賀焼の等身大の『芭蕉坐像』（川崎克の作）が公開されるほか、俳句の優秀作品等が表彰される。
2008年（平成20年）3月19日、三重県の有形文化財（建造物）に指定され、2010年（平成22年）には国の重要文化財に指定された。